# Омер Байрам
Омер Байрам (тур. Ömer Bayram, нар. 27 липня 1991, Бреда) — турецький футболіст, півзахисник клубу «Еюпспор» та національної збірної Туреччини.

## Клубна кар'єра
Байрам народився в сім'їтурецьких іммігрантів у Бреді, Нідерланди. Обидва батьки походили з провінції Кайсері у Туреччині. Футболом Омер почав займатись у своєму рідному місті в аматорському клубі «ПКП Бреда». Через рік він перебрався до школи іншого місцевого невеличкого клубу «Бароні» (Бреда). Тут теж він залишився лише на сезон, після чого його помітили скаути головної команди міста, «НАК Бреда». Відігравши за неї чотири сезони у молодіжних складах, Байрам у 2009 році був переведений до першої команди, підписавши перехідний контракт.
30 січня 2010 він дебютував в Ередивізі, вищому дивізіоні країни, вийшовши на заміну в кінцівці домашнього поєдинку проти «ВВВ-Венло». 16 вересня 2011 року Байрам забив свій перший гол на вищому рівні, що став переможним в гостьовому поєдинку з командою «Неймеген».. У сезоні 2011/12 Байрам став основним гравцем і провів 30 матчів в чемпіонаті, забивши п'ять голів. Завдяки цим досягненням він навіть був викликаний до другої збірної Туреччини, а також зацікавив турецькі клуби.
В результаті в липні 2012 року Байрам перейшов у «Кайсеріспор». Відіграв за команду з Кайсері наступні чотири сезони своєї ігрової кар'єри (сезон 2014/15 в Першій лізі, другому дивізіоні країни, всі інші у Суперлізі). Більшість часу, проведеного у складі «Кайсеріспора», був основним гравцем атакувальної ланки команди.
Влітку 2016 року Байрам став футболістом іншого клубу Суперліги «Акхісар Беледієспор», де провів два сезони і виграв у 2018 році Кубок та Суперкубок Туреччини, перші національні трофеї в історії клубу.
Після цього тріумфу Байрам 31 серпня 2018 року перейшов до турецького гранду, клубу «Галатасарай». З ним 2019 року виграв «требл» — національний чемпіонат, кубок та суперкубок. Станом на 5 червня 2020 року відіграв за стамбульську команду 34 матчі в національному чемпіонаті.

## Виступи за збірні
1 квітня 2009 року дебютував у складі юнацької збірної Туреччини (U-18) в товариській грі проти однолітків з Нідерландів (2:1). Загалом на юнацькому рівні взяв участь у 5 іграх.
2012 року залучався до складу молодіжної збірної Туреччини, зігравши у двох матчах. Крім того залучався до складу другої збірної Туреччини, за яку у 2011—2015 роках зіграв у 11 матчах і забив 2 голи.
27 березня 2018 року дебютував в офіційних матчах у складі національної збірної Туреччини, вийшовши на заміну в гостьовому товариському матчі проти команди Чорногорії (2:2).

## Титули і досягнення
- Чемпіон Туреччини (1):

«Галатасарай»: 2018–19
- Володар Кубка Туреччини (2):

«Акхісар Беледієспор»: 2017–18
«Галатасарай»: 2018–19
- Володар Суперкубка Туреччини (2):

«Акхісар Беледієспор»: 2018
«Галатасарай»: 2019